# NGC 1581
NGC 1581 is een elliptisch sterrenstelsel in het sterrenbeeld Goudvis. Het hemelobject werd op 4 december 1834 ontdekt door de Britse astronoom John Herschel.

## Synoniemen
- PGC 15055
- ESO 157-26
- IRAS04236-5503